# 北日本
北日本（きたにほん、きたにっぽん）とは、日本を大きく分ける時に使用される語で、日本の北部を指す。
一般的には、北海道と東北地方である。北陸地方（なかでも歴史的には奥羽越列藩同盟の一員であり、現代では東北地方と同水準で人口減少が進む新潟県）を北日本に含む場合もある。

## 人口
2018年10月1日時点の域内推計人口は約1404万人。2010年代後半以降、宮城県仙台市周辺と北海道札幌市周辺を除き深刻な人口減少に晒されており、2015年までは南日本よりも人口が多かったが、2016年に逆転されている。（特に首都圏への）人口流出が激しいことに加え、全国的に最も少子高齢化が進んでおり、ほぼ同規模の人口を持つ南日本に比べて出生数が25%も少なく、死亡者は8%多かった。2019年の統計では、出生者数と死亡者数の比が2.2倍にも達した。南日本との差もさらに拡大し、出生数は26%少なく、死亡者は10%多くなっていた。
若年層の少なさに加えて合計特殊出生率も全国最低水準であり、今後も人口減少が長期にわたって続くと予想されている。国立社会保障・人口問題研究所の推計では、2045年の推計人口は1020万7000人（2015年に対して-29%）と予測されている。2000年代以前は合計特殊出生率の高い県もあり、特に山形県と福島県は沖縄県に次いで2位だった年も過去にあったが、2005年以降は西日本各県の上昇に対して東北地方を含めた東日本各県は低迷した。2021年の都道府県別合計特殊出生率は、最も高い福島県でも1.36に過ぎず、中国四国地方以西で最も低い福岡県（1.37）よりも低い。
| 道県名      | 人口                | 人口増減率     | 自然増減率     | 社会増減率     |
| ----------- | ------------------- | -------------- | -------------- | -------------- |
| 北海道      | 528万6000人（8位）  | -0.65%（29位） | -0.57%（34位） | -0.07%（21位） |
| 青森県      | 126万3000人（31位） | -1.22%（46位） | -0.78%（45位） | -0.44%（46位） |
| 岩手県      | 124万1000人（32位） | -1.12%（45位） | -0.77%（43位） | -0.35%（43位） |
| 宮城県      | 231万6000人（14位） | -0.33%（11位） | -0.34%（11位） | +0.01%（14位） |
| 秋田県      | 98万1000人（38位）  | -1.47%（47位） | -1.03%（47位） | -0.44%（47位） |
| 山形県      | 109万0000人（35位） | -1.04%（42位） | -0.77%（43位） | -0.27%（38位） |
| 福島県      | 186万4000人（21位） | -0.99%（39位） | -0.65%（36位） | -0.34%（42位） |
| 北日本7道県 | 1404万1000人        |                |                |                |
| 全国        | 1億2644万3000人     | -0.21%         | -0.34%         | +0.13%         |

2018年10月1日推計（カッコ内全国順位）

### 各道県の人口ピラミッド

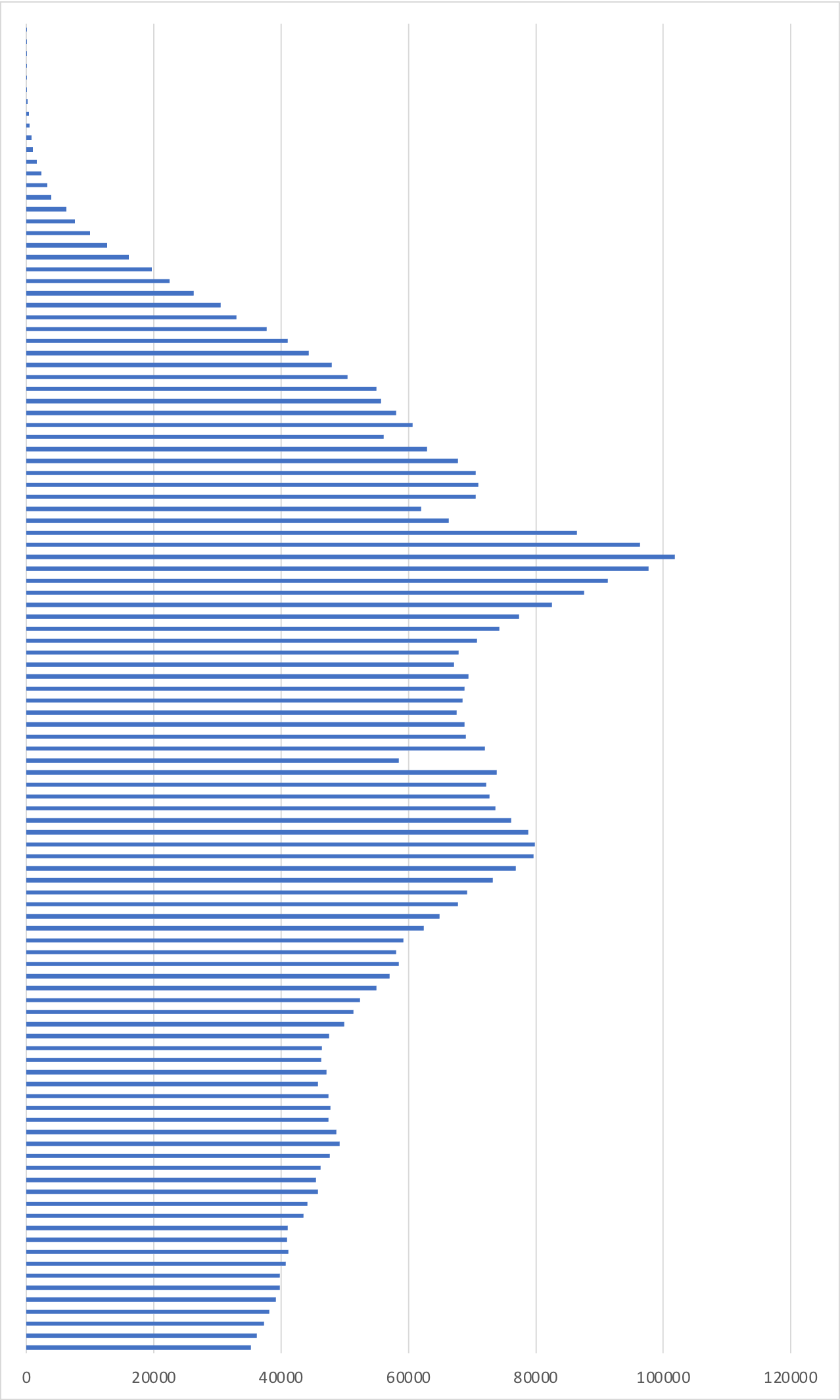
北海道
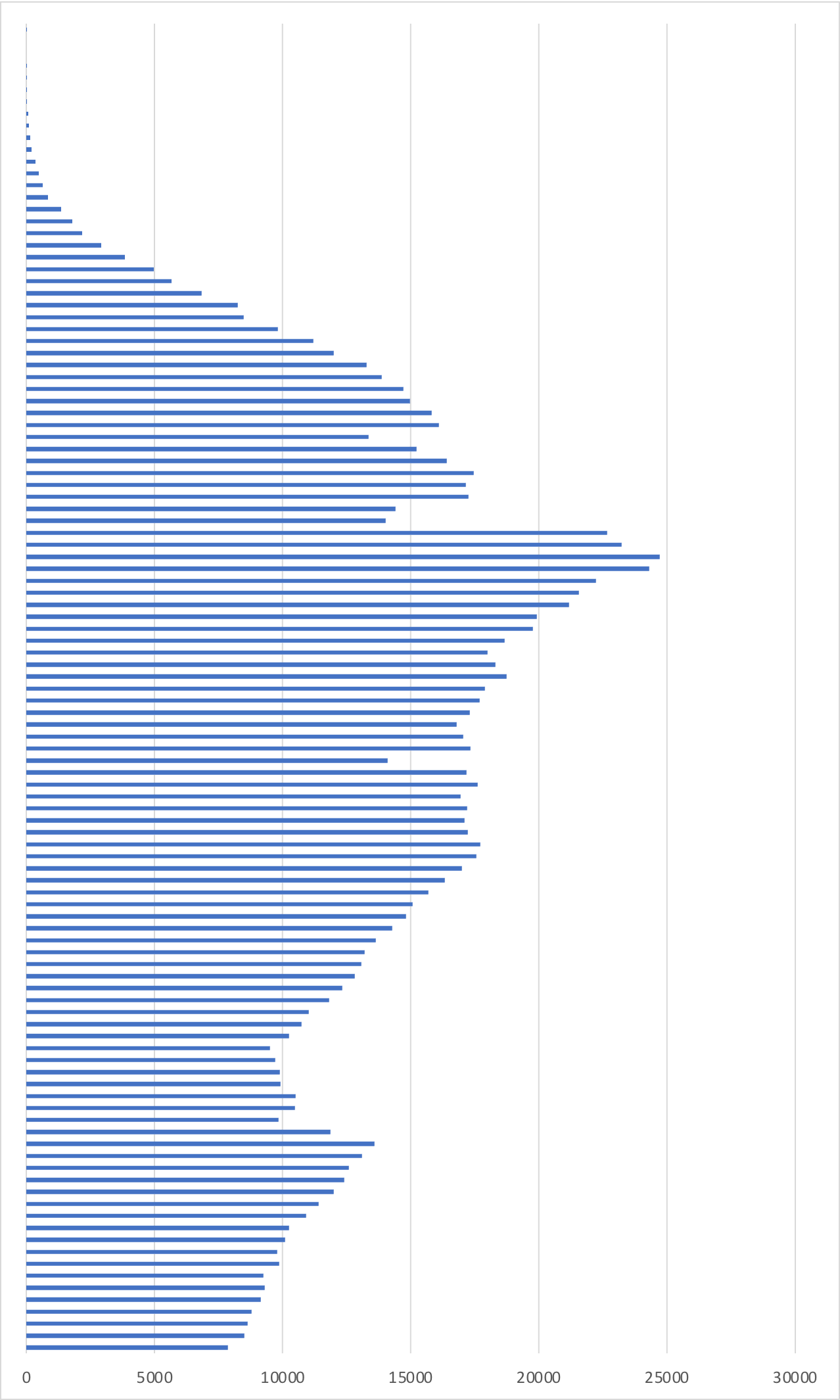
青森県
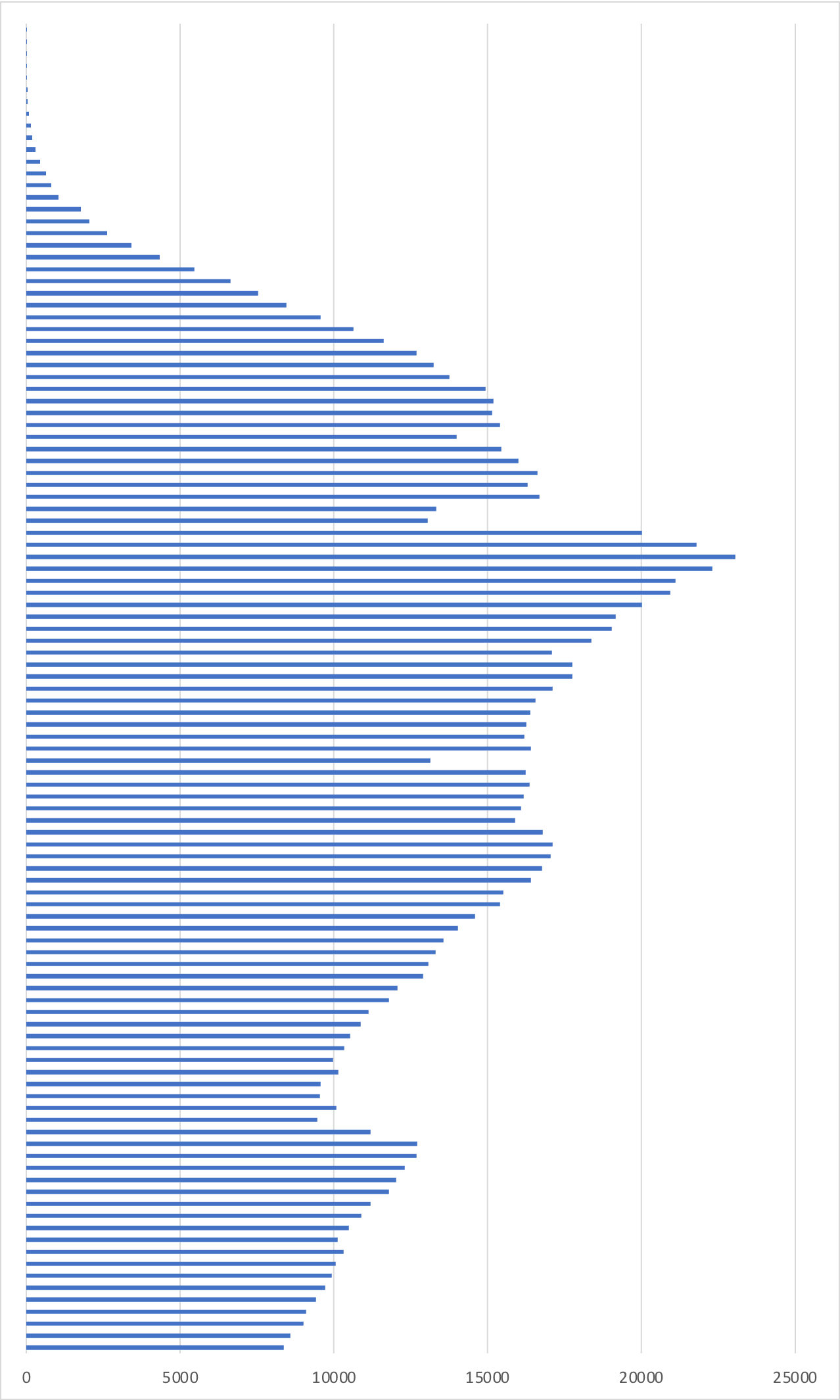
岩手県
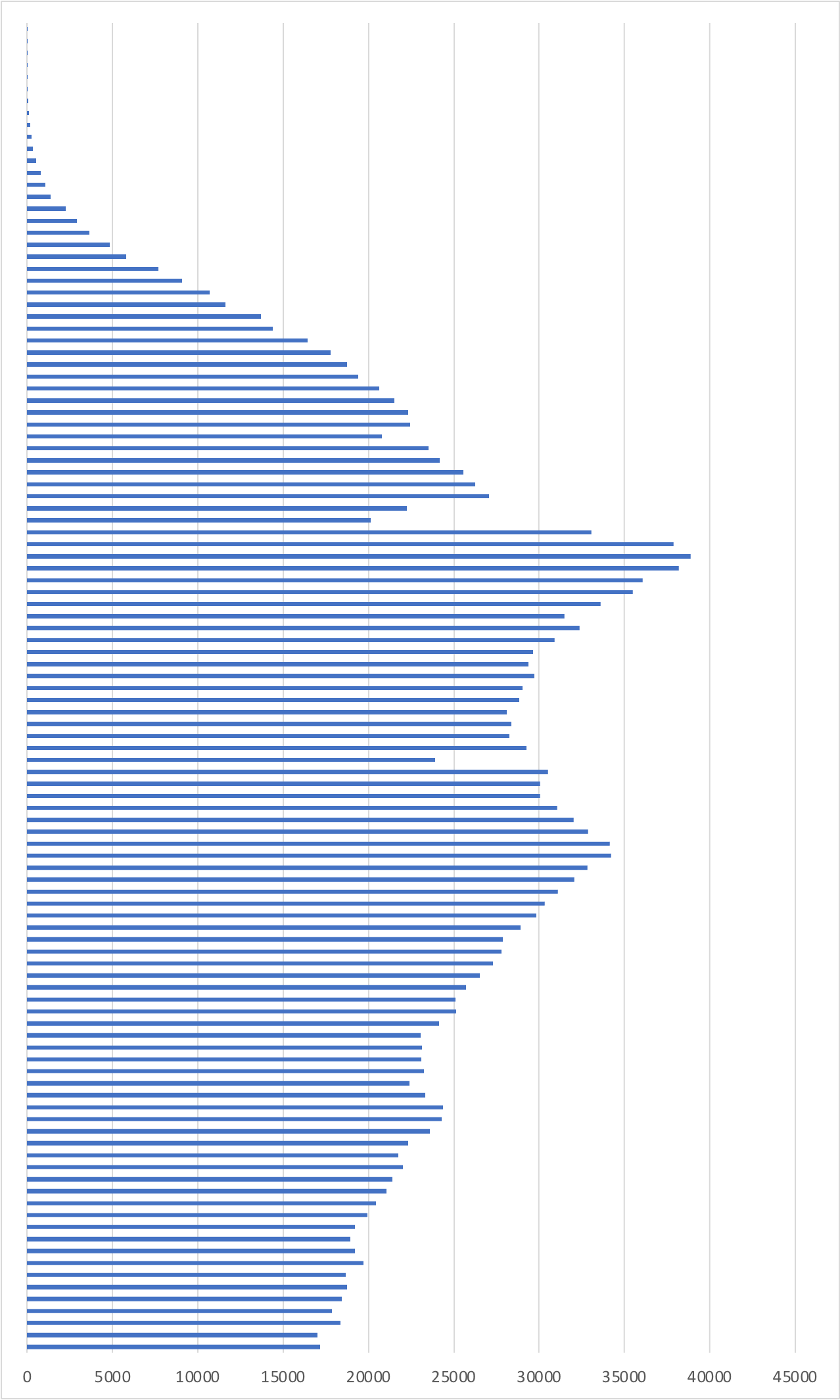
宮城県
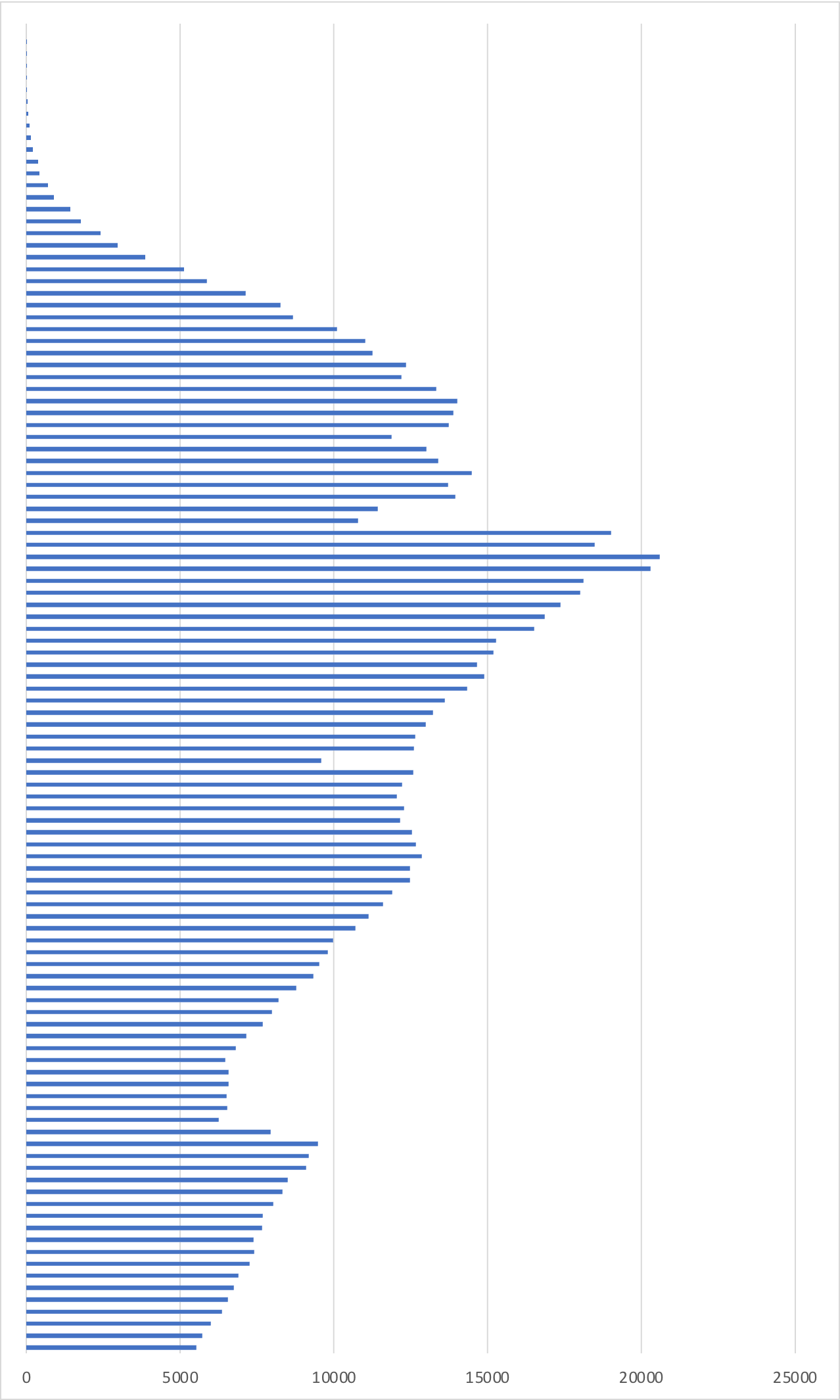
秋田県
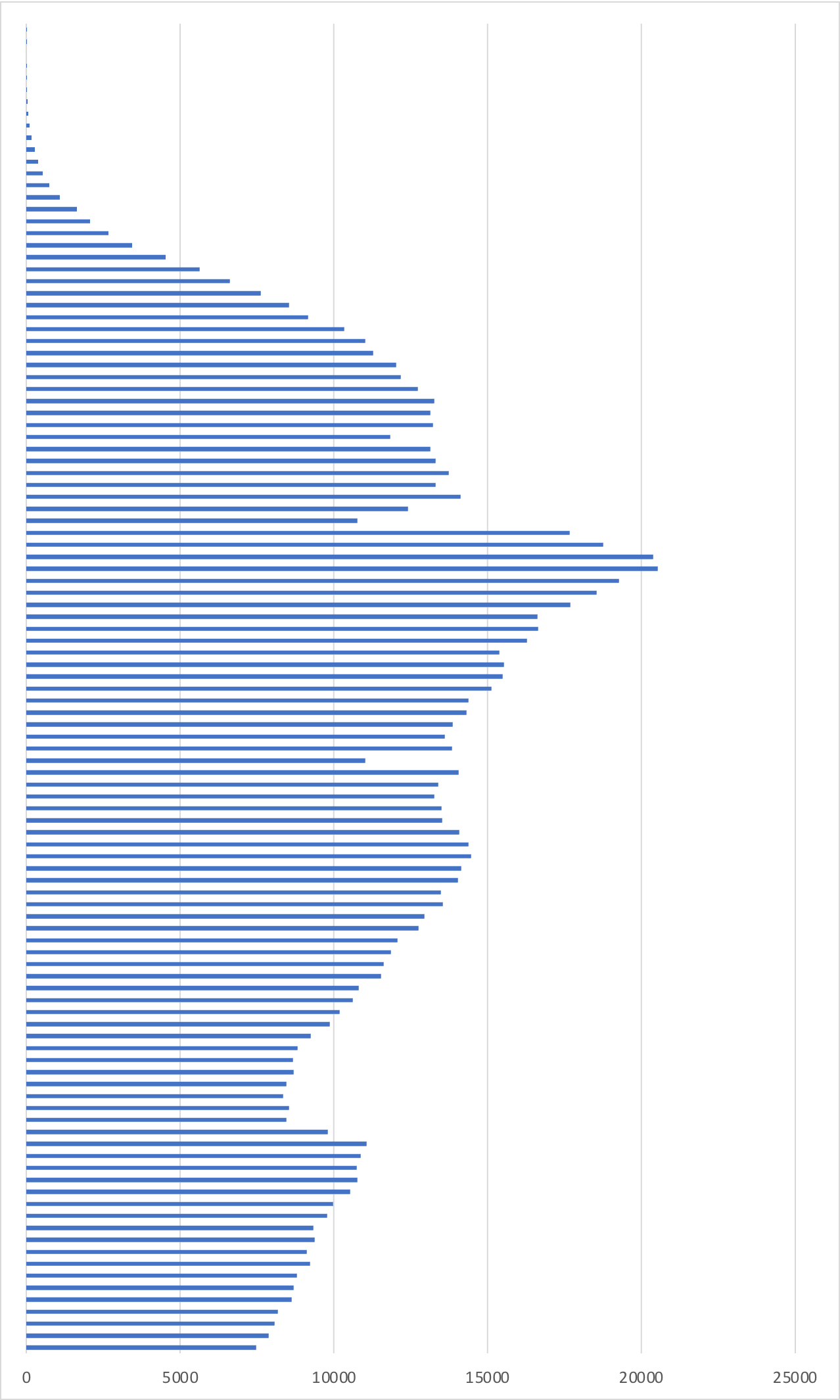
山形県
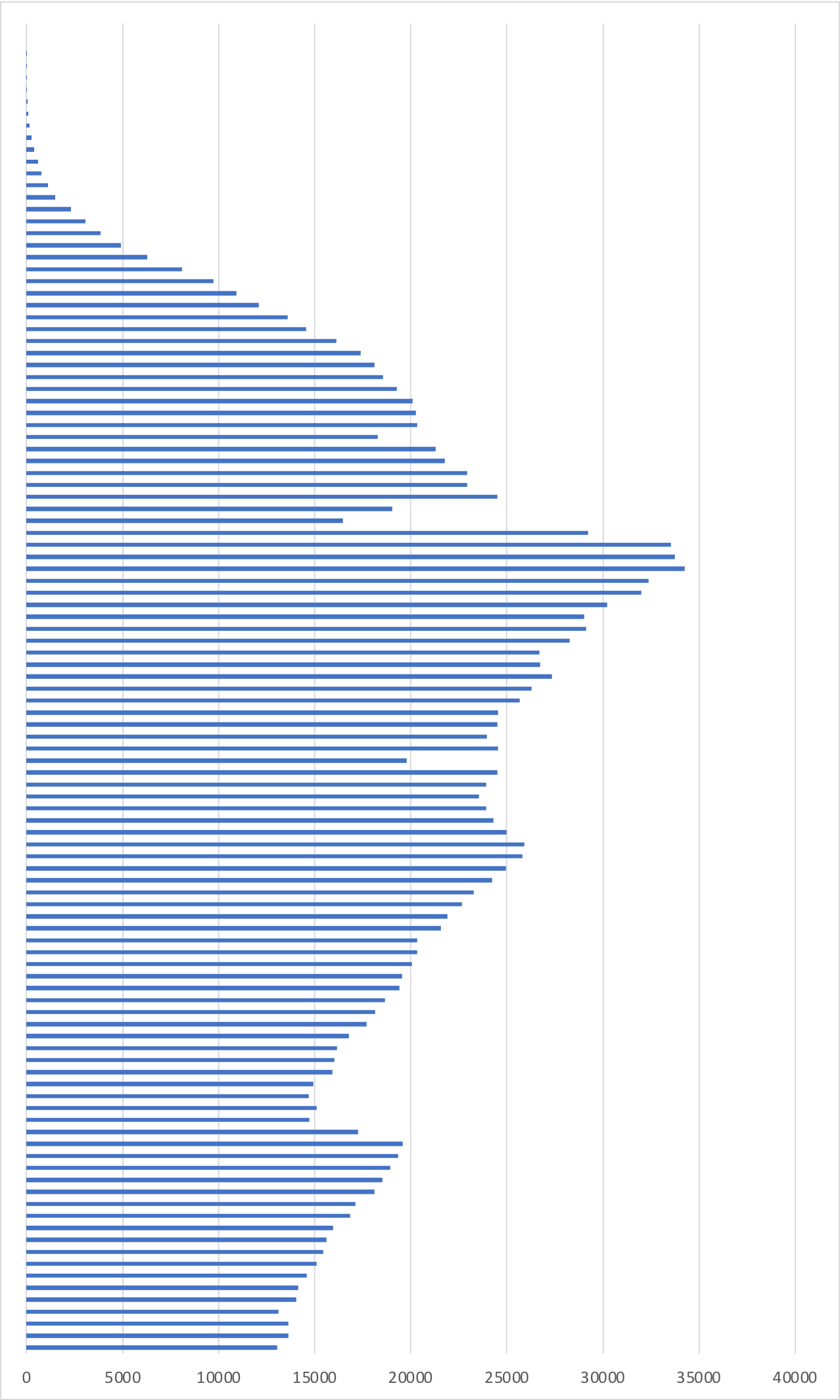
福島県
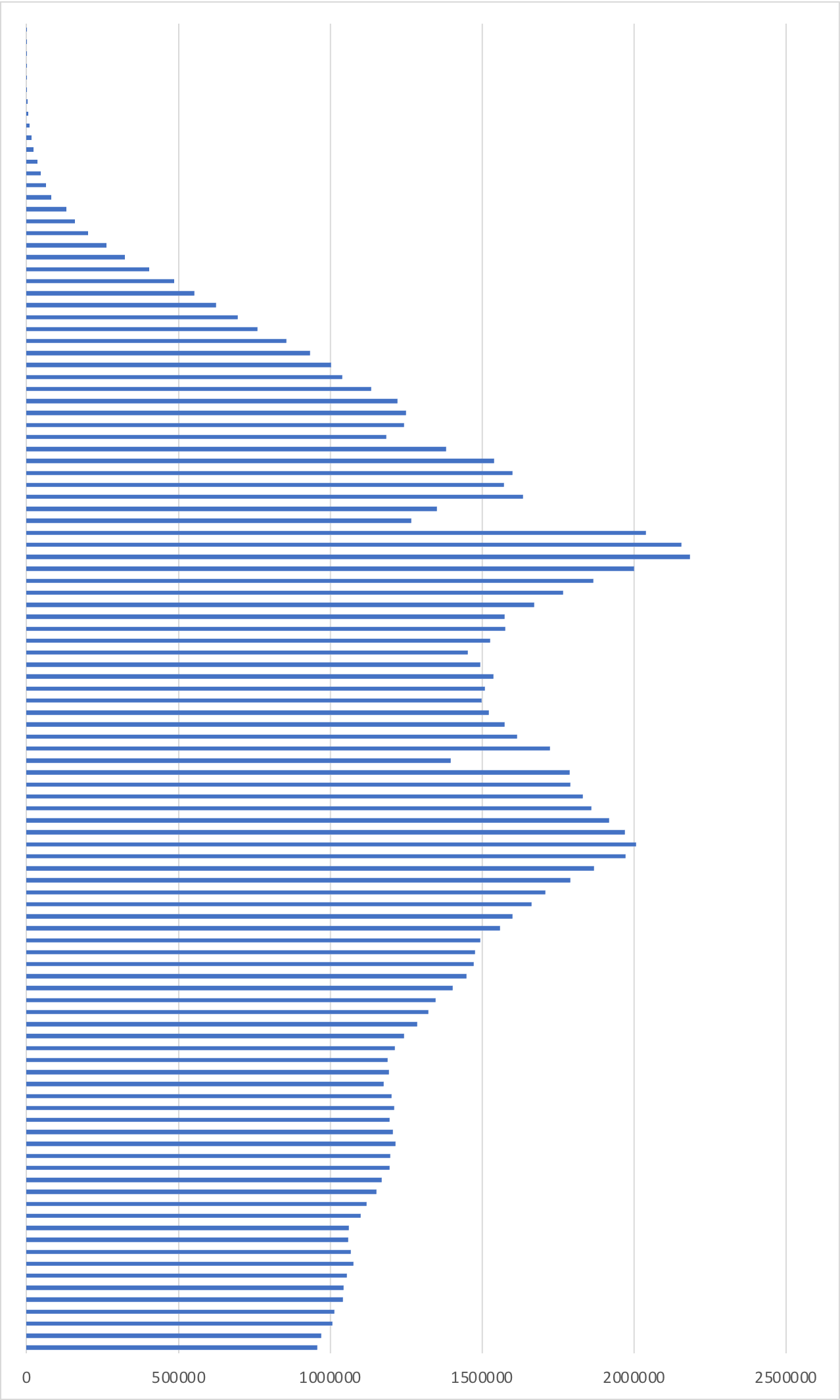
（参考）日本

全て2015年国勢調査による。

## 北日本を冠した主な企業
東北地方や北陸地方（特に富山県）を営業の拠点とする企業に多く使用されている。
- 株式会社北日本銀行 - 岩手県盛岡市に本店を置く第二地方銀行
- 北日本新聞 - 富山県富山市に本社を置く新聞社
- 北日本放送株式会社 - 富山県富山市に本社を置くラテ兼営の民間放送会社。ラジオはJRN・NRN両系列に加盟、テレビはNNN・NNS（日本テレビ）系列。
- 北日本物産株式会社 - 富山県富山市に本社を置くLPガス・ガソリンスタンドを扱う会社
- 北日本建材リース株式会社 - 新潟県新潟市に本社を置く重仮設材リース会社
- 北日本紡績株式会社 - 石川県白山市に本社を置く繊維メーカー
- 北日本ガス株式会社 - 栃木県小山市に本社を置くエネルギー販売会社

他にブルボン（新潟県柏崎市）が1989年に現社名に変更するまで、「北日本食品工業」（北日本製菓）を正式な社名にしたこともあった。ジャックス（信販会社：創業・登記上本店は北海道函館市）の旧称は「北日本信用販売」だった。

## 北日本に設置される駐日公館
諸外国の駐日外国大使館が東京都区部に設置されることから、北海道・東北・北陸の各地方を管轄区域とする駐日外国総領事館又は駐日外国領事館を札幌市、仙台市又は新潟市に設置している国もある。この項目では、北海道・東北・北陸の各地方に設置される駐日外国総領事館（駐日外国名誉総領事館を除く）および駐日外国領事館（駐日外国名誉領事館を除く）を列挙する。出典は、『外務省・駐日外国公館リスト』（アジア（北東アジア・東南アジア・南アジアに限る）、北米、中南米、欧州（中央アジアおよびカフカス諸国を含む）、大洋州（オセアニア）、中東（西アジア）、アフリカの7ページに分割して掲載されている）による。
- 主に北海道を管轄区域とする駐日外国総領事館・駐日外国領事館
  - 在札幌ロシア連邦総領事館（青森県および岩手県を含む）
  - 在札幌米国総領事館（青森県、岩手県、宮城県および秋田県を含む）
  - 在札幌中華人民共和国総領事館（青森県、岩手県および秋田県を含む）
  - 在札幌大韓民国総領事館
- 東北地方を管轄区域とする駐日外国総領事館・駐日外国領事館
  - 在仙台大韓民国総領事館
- 主に北陸地方の全域、ほぼ全域又は一部を管轄区域とする駐日外国総領事館・駐日外国領事館
  - 在新潟ロシア連邦総領事館（秋田県および山形県を含む）
  - 在新潟中華人民共和国総領事館（富山県、石川県および福井県を除き、山形県および福島県を含む）
  - 在新潟大韓民国総領事館（福井県を除き、長野県を含む）